# Freccia Vallone femminile 2008
La Freccia Vallone femminile 2008, undicesima edizione della corsa e valida come quinta prova della Coppa del mondo di ciclismo su strada femminile 2008, si svolse il 23 aprile 2008 su un percorso di 103,5 km, con partenza da Huy e arrivo al Muro di Huy, in Belgio. La vittoria fu appannaggio dell'olandese Marianne Vos, la quale completò il percorso in 2h46'42", alla media di 37,252 km/h, precedendo l'italiana Marta Bastianelli e la tedesca Judith Arndt.
Sul traguardo del muro di Huy 78 cicliste, su 146 partite da Huy, portarono a termine la competizione.

## Squadre e corridori partecipanti
| N.      | Cod. | Squadra                             |
| ------- | ---- | ----------------------------------- |
| 1-6     | DSB  | Team DSB Bank                       |
| 11-16   | GBR  | Selezione Gran Bretagna             |
| 21-26   | TMO  | Team High Road Women                |
| 31-36   | NUR  | Equipe Nürnberger Versicherung      |
| 41-46   | USA  | Selezione USA                       |
| 51-56   | GRO  | Gauss RDZ Ormu                      |
| 61-66   | BEL  | Selezione Belgio                    |
| 71-77   | MSI  | Menikini-Selle Italia-Masters Color |
| 81-86   | RLT  | Cervélo-Lifeforce Pro Cycling Team  |
| 91-97   | DEU  | Selezione Germania                  |
| 101-106 | AUT  | Selezione Austria                   |
| 111-116 | AAD  | AA-Drink Cycling Team               |
| 121-128 | CAN  | Selezione Canada                    |

| N.      | Cod. | Squadra                     |
| ------- | ---- | --------------------------- |
| 131-138 | VVP  | Vrienden van het Platteland |
| 141-146 | FRA  | Selezione Francia           |
| 151-157 | BCT  | Bigla Cycling Team          |
| 161-166 | FLE  | Team Flexpoint              |
| 171-176 | NLD  | Selezione Paesi Bassi       |
| 181-186 | USC  | USC Chirio-Forno d'Asolo    |
| 191-196 | VIF  | Vienne Futuroscope          |
| 201-206 | ESP  | Selezione Spagna            |
| 211-216 | LTU  | Selezione Lituania          |
| 221-226 | LBL  | Lotto-Belisol Ladiesteam    |
| 231-236 | TVT  | Topssport Vl. Ladies        |
| 241-246 | ITA  | Selezione Italia            |

## Ordine d'arrivo (Top 10)
| Pos. | Corridore           | Squadra       | Tempo    |
| ---- | ------------------- | ------------- | -------- |
| 1    | Marianne Vos        | DSB Bank      | 2h46'42" |
| 2    | Marta Bastianelli   | Italia        | a 1"     |
| 3    | Judith Arndt        | High Road     | a 2"     |
| 4    | Alexandra Wrubleski | Canada        | a 9"     |
| 5    | Amber Neben         | Flexpoint     | a 13"    |
| 6    | Emma Pooley         | Gran Bretagna | a 17"    |
| 7    | Nicole Brändli      | Bigla         | s.t.     |
| 8    | Nicole Cooke        | Gran Bretagna | s.t.     |
| 9    | Sofie Goor          | Lotto Ladies  | a 20"    |
| 10   | Lieselot Decroix    | Lotto Ladies  | a 22"    |